# Philipp Jacob Frieß
Philipp Jacob Frieß (* 21. Mai 1784 in Frankfurt am Main; † 1. Februar 1864 ebenda) war ein Politiker der Freien Stadt Frankfurt.
Philipp Jacob Frieß war Seilermeister in Frankfurt am Main. Von 1838 bis 1859 war er als Rathsverwandter Mitglied im Senat der Freien Stadt Frankfurt.
Er gehörte dem Gesetzgebenden Körper 1852 und der Ständigen Bürgerrepräsentation 1834 bis 1838 an.